# Salvia speciosa
Salvia speciosa là một loài thực vật có hoa trong họ Hoa môi. Loài này được C.Presl ex Benth. miêu tả khoa học đầu tiên năm 1833.